# Holographic Versatile Disc
De Holographic Versatile Disc (HVD) is een opslagmedium voor informatie. Dit medium moet nog een plaats veroveren tussen de gevestigde media zoals cd-rom en dvd. Het is een mogelijke opvolger van de gewone dvd en als alternatief van de blu-raydisk en hd-dvd.
De HVD Alliance is de promotor van dit medium. Deelnemers aan de HVD Alliance zijn Fuji Photo, Philips, CMC Magnetics en Optware. Optware is uitvinder van de holografische opslagprocedure waarmee HVD-schijven werken.
Een HVD kan maximaal 3,9 terabyte aan informatie bevatten en uitgelezen worden met meer dan 1 gigabit per seconde. Het is de bedoeling van de HVD Alliance om eerst HVD-schijven met 'slechts' 100 gigabyte en 200 gigabyte te produceren.